# Zapovednik Joeganski
Zapovednik Joeganski (Russisch: Юганский государственный природный заповедник) is een strikt natuurreservaat gelegen in de Russische autonome okroeg Chanto Mansië. De oprichting als zapovednik vond plaats op 31 mei 1982 per decreet (№ 324/1982) van de Raad van Ministers van de Russische SFSR en heeft een oppervlakte van 6.486,36 km². Ook werd er een bufferzone van 938,93 km² ingesteld.

## Doel van oprichting
De oprichting van Zapovednik Joeganski vond plaats om de hoogvenen in de taiga langs de middenloop van de Ob te beschermen tegen menselijke invloeden. Op het moment van oprichting bestond het gebied in de wijde omtrek van het reservaat uit primaire, onaangeraakte bossen. Tegenwoordig reikt de olie- en gaswinning van rayon Soergoetski en het stedelijk district Nizjnevartovsk bijna tot aan de bufferzone van Zapovednik Joeganski. Hierdoor zal het belang van het reservaat toenemen voor dieren als bruine beer (Ursus arctos), eland (Alces alces), rendier (Rangifer tarandus), sabelmarter (Martes zibellina) en bever (Castor fiber).

## Flora en fauna
Na een inventarisatie in 2012 is gebleken dat er in het reservaat zeker 330 soorten vaatplanten, 114 mossen en 195 korstmossen aanwezig zijn. De belangrijkste bosvormende soorten zijn berken (Betula), esp (Populus tremula), Siberische spar (Picea obovata), Siberische zilverspar (Abies sibirica), Siberische den (Pinus sibirica) en grove den (Pinus sylvestris).
Onder de dieren vormen vogels de belangrijkste groep, met 216 vastgestelde soorten. Hiervan broeden er 134 soorten in het reservaat, zijn 45 soorten alleen waar te nemen tijdens de trekperiode, twee soorten die alleen 's winters hier voorkomen en nog eens 30 dwaalgasten. De twee soorten die alleen 's winters in het reservaat zijn te vinden zijn de sneeuwuil (Bubo scandiacus) en giervalk (Falco rusticolus). Soorten die hier jaarrond te vinden zijn, zijn bijvoorbeeld het auerhoen (Tetrao urogallus), korhoen (Lyrurus tetrix), hazelhoen (Tetrastes bonasia) en moerassneeuwhoen (Lagopus lagopus).
Ook zijn er in Zapovednik Joeganski 40 zoogdieren vastgesteld. Zo leven hier de Siberische wezel (Mustela sibirica), das (Meles meles), otter (Lutra lutra) en veelvraat (Gulo gulo). De wolf (Canis lupus) en Euraziatische lynx (Lynx lynx) komen hier ook voor, maar de aantallen van hangen sterk af van de beschikbaarheid van prooidieren. Ook zijn er twee vleermuizen in het reservaat aanwezig, de noordse vleermuis (Eptesicus nilssonii) en tweekleurige vleermuis (Vespertilio murinus).